# Чесноков, Евгений Геннадьевич
Евгений Геннадьевич Чесноков (род. 9 октября 1944) — заслуженный тренер СССР по академической гребле. Заместитель ассоциации ветеранов спорта Днепропетровской области. Заслуженный тренер Украины.

## Биография
Родился 9 октября 1944 года.
В середине 1980-х Евгений Чесноков в Днепропетровске стал собирать женскую восьмерку из гребчих, которые, на его взгляд, были перспективными спортсменами, среди них были Елена Пухаева и Сария Закирова. Тренировка новой восьмерки тренером Чесноковым происходила в спортивном обществе «Зенит» на базе «Машиностроитель», которая находилась на Комсомольском острове. Чесноков набирал спортсменок из разных городов, так в команде оказалась Лена Матвеенок, которая переехала из Херсона в Днепропетровск.
Тренер смог вывести спортсменок к победе на дистанции Большой Московской регаты в 1985 году, и Сария Закирова как и Елена Пухаева были включены в штатную сборную страны, спортсмены которой проходили подготовку к чемпионату мира.
После победы спортсменок Евгений Чесноков был включен в состав сборной Советского Союза.
После того, как его спортсменки оказались в составе команды, они выиграли золотые медали в 1985 году в Бельгии и в 1986 году в Англии.
Занимается поддержкой и развитием академической гребли среди ветеранов спорта. В июле 2010 года планировал поехать на чемпионат Европы в Мюнхен по академической гребле среди ветеранов спорта.